# Paul Wehrle (Musiker)
Paul Wehrle (* 14. August 1923 in Karlsruhe; † 11. Februar 2013 ebenda) war ein deutscher Musikpädagoge und Chorleiter.

## Leben und Wirken
Wehrle studierte an der Hochschule für Musik Karlsruhe und absolvierte sein Staatsexamen für das künstlerische Lehramt an Höheren Schulen. Für Klavier erhielt er das Lehrerexamen als Privatlehrer. Als Gymnasialprofessor unterrichtete er am  Helmholtz-Gymnasium Karlsruhe, wo er den ersten Musikzug an einem Gymnasium in Baden-Württemberg initiierte. Er war Vizepräsident der Internationalen Europäischen Föderation für Chormusik sowie Vorsitzender des Arbeitskreises Musik in der Jugend und des Deutschen Chorwettbewerbs. Auch war er in weiteren, auch internationalen Organisationen tätig: er half beim Aufbau des Musikfestivals „Europa Cantat“, wo er von 1963 bis 1976 erster Generalsekretär war, war Präsident des Landesmusikrats von Baden-Württemberg und kam als Präsidiumsmitglied zum Deutschen Musikrat. Zudem wirkte er als Vorsitzender des Jugend-musiziert-Landesausschusses Baden-Württemberg.
Paul Wehrle war katholisch, verheiratet und hatte einen Sohn (Peter).

## Ehrungen
- Bundesverdienstkreuz am Bande
- Bundesverdienstkreuz 1. Klasse (1989)
- Verdienstmedaille des Landes Baden-Württemberg (1983)
- Staufermedaille in Gold des Landes Baden-Württemberg (2007)
- Ehrenpräsident der World Choir Games